# سان كليمنتي كانيون

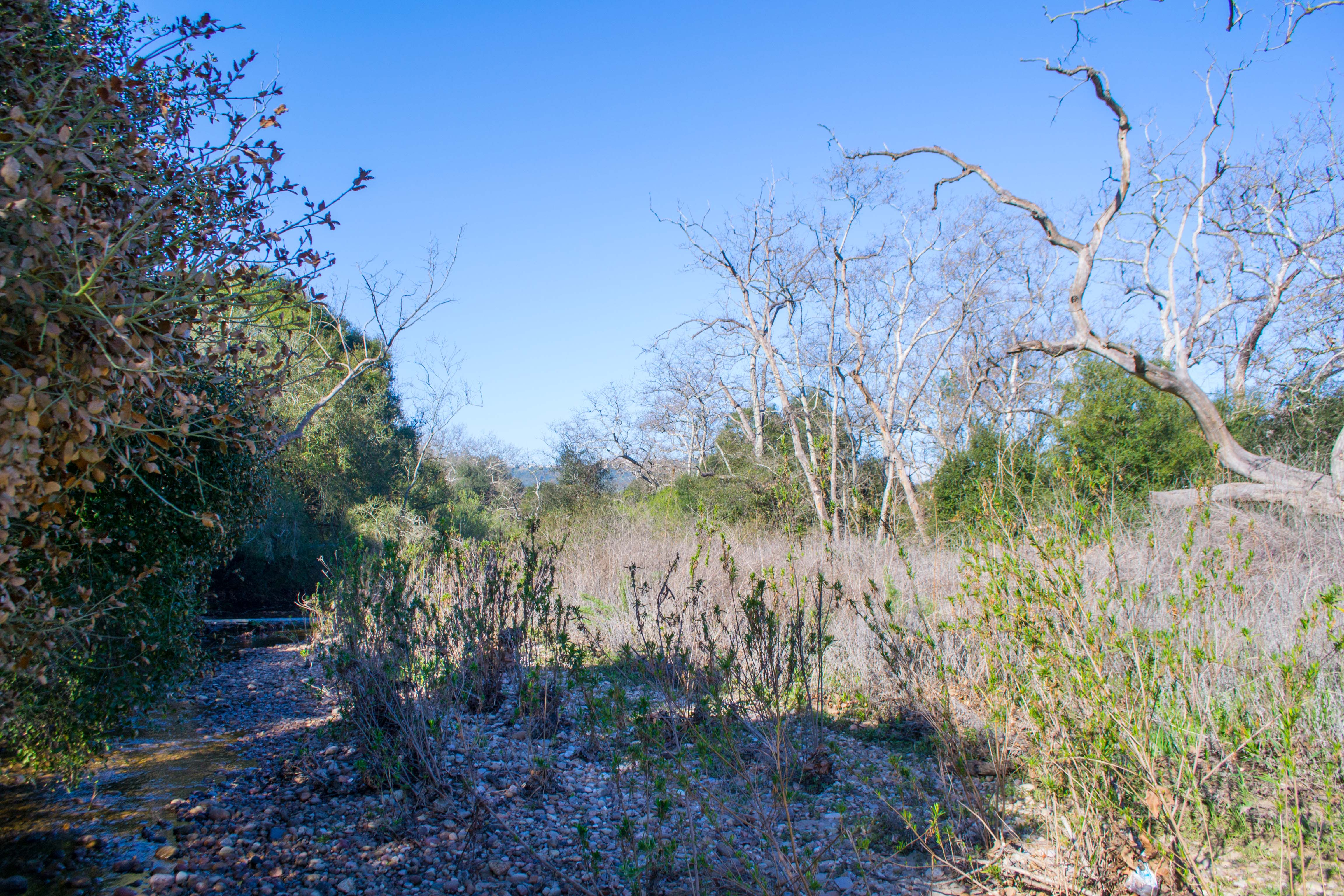
سان كليمنتي كانيون، في ماريان بير ميموريال بارك.

سان كليمنتي كانيون هو وادٍ سياحي يقع في مدينة سان دييغو، في مقاطعة سان دييغو، كاليفورنيا. تقعُ حديقة ماريان بير ميموريال بارك على طول الوادي وفي الرافد الجنوبي أرويوس وميسا.

## الحديقة
يوازي الوادي ومنتزه ماريان بير التذكاري طريق سان كليمنتي كانيون السريع (طريق الولاية 52) على طول منحدرات الوادي الشمالية، بين تقاطعاته مع الطريق السريع 5 (في الغرب) والطريق السريع 805 (في الشرق) في النهايات. توفر الحديقة بيئة طبيعية وسط منطقة حضرية مزدحمة. 467 أكر (189 ها) من الحدائق الطبيعية المخصصة وتشمل الأخاديد الأصابع والميسا على الجانب الجنوبي.
يستمر الوادي الرئيسي وروافده في دعم مجموعة من الحيوانات البرية المقيمة بما في ذلك حيوانات الراكون والظربان والأرانب والبرمائيات والزواحف والطيور، ويعمل كمسار للذئب والثعالب والثدييات المحلية الأخرى. على طول الوادي توجد أشجار البلوط الحية الساحلية، والجميز بكاليفورنيا، وغابات أشجار الصفصاف الأصلية، مع شجيرة من الأنواع المحلية وأنواع النباتات الأخرى. يتم تحديد مجتمعات النباتات الأصلية في كاليفورنيا والتي تقع على ضفاف النهر عن كثب من خلال مناخها المحلي والتربة الكامنة وراءها.

### التاريخ
كان سكان كومياي الأمريكيون الأصليون يسكنون تاريخياً منطقة مقاطعة سان دييغو لمدة 10000 عام وكانوا موطنًا لقرية كومياي تسمى أوناب، عند تقاطع سان كليمنتي كانيون وروز كانيون. لا يزال هناك دليل على وجودهم في سان كليمنتي كانيون.
في أواخر القرن التاسع عشر، سميت هذه المنطقة كليمنتي كانيون لمربي مزارع أمريكي أصلي. خلال السبعينيات من القرن الماضي، تعرض نظامها البيئي الطبيعي وموائلها للتهديد من خلال خطط لوضع طريق سان كليمنتي كانيون السريع (طريق الولاية 52) على طول أرضية الوادي.
عملت ماريان بير، وهي قائدة مجتمعية نشطة وخبيرة بيئية، على الحفاظ على الوادي في حالته الطبيعية. كانت القوة الدافعة وراء إعادة تنظيم الطريق السريع من أرض الوادي إلى سفوح التلال الشمالية فوقه. في الثمانينيات، أسفرت حملة مجتمعية أخرى عن إضافة 72 فدانًا في القسم الجنوبي الشرقي، ليصبح المجموع الحالي 467 فدانًا.

## جيولوجيا كانيون
منذ أكثر من 40 مليون سنة، غطى المحيط سان كليمنتي كانيون خلال حقبة الإيوسين في العصر الباليوجيني. تمثل الخطوط الأفقية للصخور المستديرة على عدة مستويات، مفصولة بالطين والرمل، المستويات المختلفة للمحيط الذي يغسل الرمال بعيدًا ويترك الصخور عند مستوى الأمواج. لا تزال الرخويات المتحجرة، مثل القواقع والمحار من تلك الفترة موجودة في جدران الوادي. يتم حفظ الأحافير في الأحجار الرملية والأحجار الطينية لتكوين سكريبس التي تكون مكشوفة بشكل أفضل في الطرق على طول طريق ريجينتس وشارع جينيسي.

## روابط خارجية
- متنزه سان دييغو وإدارة الاستجمام: الموقع الرسمي لمنتزه ماريان بير ميموريال بارك